# Ophioglossum costatum
Ophioglossum costatum là một loài dương xỉ trong họ Ophioglossaceae. Loài này được R. Br. mô tả khoa học đầu tiên năm 1810.